# Municipio Ospino
Ospino es uno de los 14 municipios que forman parte del Estado Portuguesa, Venezuela. Tiene una superficie de 1 675 km² y una población de 47 644 habitantes (censo 2017). Su capital es Ospino. Está conformado por las parroquias Aparición, La Estación y Ospino. La agricultura es la principal actividad económica del municipio. La catarata más alta de la región de los Llanos, Chorro San Miguel, se encuentra en el municipio Ospino.

## Historia
La población de Ospino, surge en época tardía, casi a finales de la época colonial. Los vecinos de Guanare que tenían hatos ganaderos por aquellos parajes, precariamente iban arraigando en ellos con sus familiares y servidumbre. Pero se les dificultaba cumplir con el precepto dominical, ya que tenían que recorrer una larga distancia que les llevaba el día completo.
Ante esta dificultad, habían solicitado la construcción de una capilla para cumplir con ese precepto, y en 1713, estuvo de visita por la zona el Obispo fray Francisco del Rincón y los ganaderos le solicitaron la construcción de una iglesia que estuviera cercana a sus haciendas y los proveyera de un sacerdote que se encargara de ella. Como los de Ospino se comprometieron a correr con los gastos de la iglesia y con la manutención del cura doctrinero, el obispo accedió enseguida a la petición, y en poco tiempo los pobladores contaban con una capilla. La bendición de la capilla conllevaba también el acto de fundación del pueblo. Es así que a partir de 1715 la capilla es atendida por Antonio Campero. Para el 15 de agosto de 1754 el Rey Fernando VI, concede al pueblo de San Juan Bautista de Ospino, el título de Villa, eximiéndola y libertándola de la Ciudad de Guanare; y así en humilde obsequio los vecinos de la nueva villa, toman el nombre de San Fernando Rey de Ospino.
Erigida la capilla en el sitio del Manzano de Ospino, el presbítero Antonio Campero, obligó a los indígenas a que se integraran con los ganaderos para que construyeran sus casas y formaran el pueblo alrededor de la iglesia. Pasaron los años
y llegaron otros ganaderos que fueron aumentando considerablemente la población, puesto que en agosto de 1746, entre españoles, indígenas y esclavos negros, ya contaba con 916 vecinos y unos 3700 habitantes aproximadamente.
Ante este crecimiento, naturalmente, los de Ospino querían independizarse de la potestad administrativa de Guanare, por lo que sostendrían un largo proceso con la ciudad capital; cuatro años después, los ospineros ganaban el litigio, y por Real Orden de 15 de agosto de 1754, se le concedía al pueblo el título de villa, llamándose entonces la villa de San Juan Bautista de Ospino; y los ospineros, para hacerle honor al rey Fernando VI, designaron a la villa con el nombre de “San Fernando de Ospino”, dotando a la iglesia de una imagen de este santo.

### Guerra de la Independencia
Durante los primeros años de la Guerra de Independencia, la villa de Ospino tuvo un papel destacado en los enfrentamientos que marcaron el destino del occidente venezolano. Ante la inminente llegada del general realista Yánez, quien avanzaba con 200 fusileros y 700 jinetes, la defensa de la villa recaía en el comandante patriota José María Rodríguez, al mando del Batallón Barlovento, compuesto por unos 400 hombres mal armados y en clara desventaja numérica.
Sin embargo, la suerte cambió el 2 de febrero de 1814, cuando llegaron refuerzos enviados por el general Rafael Urdaneta desde Barquisimeto. Al mando del teniente coronel Gogorza, arribaron 300 infantes y 100 jinetes, lo que revitalizó el ánimo de los defensores y equilibró las fuerzas.
Con este nuevo impulso, los valientes ospineros se lanzaron al combate con determinación. La batalla fue intensa y sangrienta, pero tras varias horas de lucha, las tropas realistas fueron derrotadas, sufriendo graves bajas, entre ellas la muerte del propio general Yánez, lo que selló la victoria patriota y consolidó el espíritu de resistencia en la región.
Con este nuevo impulso, los valientes ospineros se lanzaron al combate con determinación. La batalla fue intensa y sangrienta, pero tras varias horas de lucha, las tropas realistas fueron derrotadas, sufriendo graves bajas, entre ellas la muerte del propio general Yánez, lo que selló la victoria patriota y consolidó el espíritu de resistencia en la región.

### Conflictos posteriores
En 1854, el Partido Conservador de Venezuela promovió una revolución para derrocar al presidente José Gregorio Monagas, y desde Paraguaná hasta Ospino se extendía la revuelta tomando por sorpresa la ciudad de Araure el 16 de julio de 1854. Una vez tomada Araure, los revolucionarios siguen hasta Ospino, y avasallando a los vecinos, toman la villa con la consecuente perdida de vidas y hacienda.
La guerra Federal desatada desde 1859 a 1863, fue la que más daño hizo al Estado Portuguesa por el afán caudillista que sobresalía en el territorio portugueseño. Los odios, las pasiones y las competencias entre familias, dieron pie a verdaderos estragos en todo el territorio, puesto que fueron frecuentes los incendios provocados en casas, haciendas y corrales de ganado. Los liberales, o federalistas, se impusieron al fin sobre los conservadores y ganaron la contienda.
A finales de la contienda federalista, el 15 de febrero de 1863, se libraba una dura batalla en Ospino, y el jefe del Cantón, Aniceto Parra, pudo resistir el asalto aunque sus fuerzas eran inferiores a los federales. La batalla se dio dentro de la población y las calles quedaron sembradas de cadáveres. Terminadas estas contiendas caudillista, la villa siguió creciendo con la agricultura y la ganadería para que en los días actuales destaque como una de las ciudades más emprendedoras de los Llano.
Algunos historiadores no mencionan este combate, A pesar de que no fue de gran magnitud, tuvo sin embargo mucha importancia para la Revolución, porque en él murió de un balazo uno de los militares realistas más activos y valientes, Jefe de Caballería apureña, muy conocedor de los Llanos D. José Yánez.
Según Boletín Oficial, dado en el Cuartel General republicano, en Valencia, el 17 de febrero de 1814, y publicado en la Gaceta de Caracas, editada entonces por los republicanos, el combate fue el 2 de dicho mes. Dice así este documento:
"El 2 del corriente se presentó delante de la villa de Ospino el Teniente Coronel Gogorza, con trescientos infantes y cien caballos, para auxiliar los doscientos hombres del Batallón de Barlovento, que al mando del capitán José María Rodríguez sostenían la plaza, sitiada desde el día primero por el canario Yánez, a la cabeza de doscientos fusileros y setecientos caballos. Un combate sangriento se empeñó entre ambos cuerpos; pero al cabo de una hora fue derrotado completamente el enemigo, con pérdida de la mayor parte de su gente, y entre ellos el mismo Yánez. La guarnición coadyuvó al suceso con una salida que hizo contra el enemigo. El pueblo de Ospino, lleno de furor al contemplar el cadáver de este tirano, se reunió y pidió al Jefe de las tropas de la República que se le hiciese cuartos, colocándose su cabeza en la capital de Barinas, un brazo en la ciudad de Guanare, otro en la de Guasdualito, una pierna en Nutrias y la otra en el campo de batalla, como se ha verificado. Lo que comunica de oficio el General de Occidente".
Los realistas Yánez, Puig y Ramos se unieron en Apure y salieron hacia Barinas para tomar esta plaza. "El General Urdaneta, como jefe de Occidente, tuvo aviso del sitio de Barinas después que había salido de Barquisimeto con dirección a Coro y batido en Baragua 500 hombres de Reyez Vargas; pero siendo aquella ocurrencia de grande importancia y trascendencia, suspendió sus operaciones para acudir al socorro de la plaza sitiada, y al efecto se dirigió a Guanare con 200 hombres y una escolta de caballería, aunque su celeridad fue infructuosa, porque al llegar al paso del río de la Portuguesa supo la pérdida absoluta de Barinas. 
A pesar de esta noticia, se adelantó para cerciorarse de la verdad, pero tuvo que retirarse a Ospino, a vista de Yánez, que ya era dueño de Guanare y tenía fuerzas suficientes para destruirlo, por lo que dejó en Ospino su pequeña columna a cargo del impertérrito Comandante José M. Rodríguez, con órdenes de conservar la villa a toda costa, mientras volvía con tropas de auxilio que marchó a sacar de Barquisimeto. No fue posible a Urdaneta volver con los auxilios ofrecidos a Rodríguez por haber enfermado, pero envió al Comandante Manuel Gogorza, con 300 hombres y órdenes de reunírsele a viva fuerza, y así se verificó, porque, aunque al avistarlo el enemigo lo cargó con dos columnas de caballería, los sitiados de Ospino hicieron una salida oportuna en favor de Gogorza, y después de un corto tiroteo, fue arrollada la línea, por haber caído Yánez muerto de un balazo, el 2 de febrero, ocurrencia que produjo el desaliento de sus tropas, que se retiraron a Guanare, recayendo el mando en el Comandante don Sebastián de la Caldazada".
Yánez estaba considerado hasta por su mismos adversarios como uno de los jefes realistas más activos y valientes, a lo que se agrega que su ejército preferentemente se componía de caballería llanera. Por ello no es aventurado decir que a no ser por la bala que le quitó la vida, quizá hubiera dado que hacer a los republicanos, sobre todo al surgir Boves.

### Batalla de Ospino
El 6 de mayo de 1860, doscientos revolucionarios federales atacaron la plaza de Ospino. Las fuerzas que la ocupaban contraatacaron reciamente, y aquellos tuvieron que retirarse después de haber perdido 23 hombres. La noticia de esta pelea la da González Guinán, pero no dice los nombres de los Jefes que combatieron.

## Geografía
El Municipio Ospino se encuentra ubicado al centro-norte de Portuguesa, se distinguen tres regiones naturales, montaña hacia el oeste, piedemonte y llano hacia el este. El punto más elevado es la Montaña de Palmarito, a 4 km de «El Veral» y «El Regalo». Presenta un clima de bosque húmedo tropical a una altitud de 190 m s. n. m. con una temperatura promedio de 24°C y una precipitación media anual de 2100 mm. El río Morador es el principal curso de agua del municipio. Existen 3 centros poblados urbanos, Ospino capital del Municipio, Parroquia La Aparición y Parroquia La Estación.

### Parroquias
1. Parroquia Aparición
2. Parroquia La Estación
3. Parroquia Ospino

Parroquia La Aparición.
Importancia: Fue fundada en el año 1702, actualmente capital de la parroquia, se ubica en el piedemonte a 210 m.n.s.m, se estima que para octubre de 2002, servirá como lugar de residencia a 3.392 habitantes. Realizan actividades con el comercio minorista, en una buena proporción, prestando mano de obra obrera en las actividades agrícolas, ganaderas y forestales. Este centro poblado está dotado de un centro de salud, escuelas y de servicios de cloacas, electricidad, correo y teléfono. La Aparición ocupa la segunda posición en el municipio con respecto al tamaño poblacional. Sin embargo la mayoría de flujos generados para complemento de sus funciones drenan hacia Acarigua - Araure. De acuerdo con la creencia popular este centro poblado fue escenario de la aparición de la virgen María en la corteza de un árbol, por lo que fue llamada Virgen de la Corteza.
Parroquia La Estación.
Importancia: Se conocía antes como Hato el Rodeo, fue fundada en el año1920, como La Estación, se localiza a 13 km de Ospino y actualmente es la capital de la parroquia. Se estima para octubre del 2002 que este centro poblado cuente con unos 824 habitantes cuya ocupación esté dada a las actividades agrícolas, especialmente la producción cafetalera. Está dotado de una escuela, un preescolar, una medicatura rural, acueducto, cloacas, electricidad y teléfono. Al noroeste del pueblo se encuentra ubicado el balneario del río, el cual es un centro de esparcimiento para los habitantes del municipio y de atracción para el turismo regional, recibiendo al año ciento de temporadistas.
Comunidad La Trinidad de la Mata.
Importancia: Su fundación se remonta al año 1746, al sur oeste del municipio, se encuentra a tan sólo 10 km, se estima que para octubre del 2002 tendrá una población de 1983 habitantes. El estilo de vida de la población es completamente rural, generalmente dedicada a las actividades agrícolas y ganaderas. Está dotado de una escuela primaria, una medicatura rural, acueducto y ciertos servicios como cloacas, electricidad y teléfono.

## Economía
Ospino es un municipio importante para el estado Portuguesa y ocupa un lugar destacado en la producción agropecuaria de esta entidad federal. Constituye además un centro de referencia de la actividad agrícola y pecuaria del país. Es importante la preservación de las tierras de alto potencial agrícola para garantizar la conservación del recurso suelo - agua - vegetación, base de sustentación de la actividad productiva. Ello implica la asignación de un uso compatible con su potencial natural, evitando la generación de conflictos de uso, como son la degradación del medio físico natural y el bajo rendimiento económico de la actividad productiva.
La agricultura representa la actividad de mayor importancia en el Municipio; sus principales rubros son: arroz, café, maíz, sorgo, caña de azúcar y ajonjolí. En segundo lugar, se encuentra la actividad pecuaria, representada por una ganadería semi-intensiva dedicada a la producción de carne y leche; luego se encuentra la explotación forestal y finalmente la actividad industrial y comercial de reciente introducción.
La Comisión de Ordenación del Territorio (1993), en un ejercicio de prospectiva al 2001, señala que el área que encierra el Municipio posee cualidades para la actividad agrícola, ganadera y forestal, con prioridad de riego en la mayoría de los casos. Es decir, son tierras de mediana calidad aptas para la producción de renglones agrícolas de creciente demanda y oferta deficitaria, por lo que dicha Comisión establece recomendaciones para la preservación del recurso suelo - agua y el desarrollo de la actividad agrícola y ganadera.
En este contexto, la Comisión indica que las 71.875Has. existentes entre el río Ospino y el río Guache sean aprovechadas bajo el desarrollo del sistema de una agricultura intensiva con mejoramiento de drenaje y vialidad; una agricultura intensiva con riego complementario; y una agricultura mecanizada bajo régimen de lluvias. Señala así mismo, la ganadería semi-intensiva con mejoramiento de drenaje y vialidad y la ganadería intensiva con mejoramiento de los servicios a la producción.
De igual manera, la Comisión indica que en las 16.250Has. existentes entre el río Portuguesa y el río Ospino se realicen las siguientes actividades: agricultura intensiva con mejoramiento de drenaje y vialidad; ganadera semi-intensiva con mejoramiento de drenaje y vialidad y ganadería intensiva con mejoramiento de drenaje y vialidad.
La planicie de desborde del río Ospino, al oeste de la ciudad Capital, de acuerdo con la Comisión, es propicia para la agricultura intensiva con riego complementario y agricultura mecanizada bajo régimen de lluvias.
La condición de municipio agrícola se reconoce si se observan las cifras del VI Censo Agrícola para el período 1997-1998, que dio a conocer el número de personas naturales, sociedades colectivas, además de sociedades y compañías anónimas, entre otras que explotaron 118.003,44Has. con fines agrícolas.

## Personas destacadas
- Coronel Ramón Zúñiga
- Gabriel Pérez de Págola
- Coronel Mauricio Zamora
- Orlando Cortéz

## Política y gobierno

### Alcaldes
| Período     | Alcalde                 | Partido político / Alianza | % de votos | Notas |
| ----------- | ----------------------- | -------------------------- | ---------- | --- |
| 1989 - 1992 | José Ignacio Mujica     | AD                         | 43,54      | Primer alcalde bajo elecciones directas                                                                                |
| 1992 - 1995 | Carlos Barrios          | COPEI                      | 43,22      | Segundo alcalde bajo elecciones directas                                                                               |
| 1995 - 2000 | Carlos Barrios          | COPEI                      | -          | Reelecto (se realizaron elecciones generales adelantadas en el 2000 debido a la aprobación de la Constitución de 1999) |
| 2000 - 2004 | Amilkar Pérez           | MVR                        | 50,71      | Tercer alcalde bajo elecciones directas                                                                                |
| 2004 - 2008 | Amilkar Pérez           | MVR                        | 62,36      | Reelecto |
| 2008 - 2013 | Jeremías Colmenares     | PSUV                       | 59,73      | Cuarto alcalde bajo elecciones directas (se postergan 1 año las elecciones municipales pautadas para finales del 2012) |
| 2013 - 2017 | Carlos Molina           | PCV                        | 40,75      | Quinto alcalde bajo elecciones directas                                                                                |
| 2017 - 2021 | Carlos Molina           | PCV                        | 63,03      | Reelecto |
| 2021 - 2025 | Carlos Barrios          | MUD                        | 49,00      | Sexto alcalde bajo elecciones directas                                                                                 |
| 2025 - 2029 | Yongeybi Yépez Alvarado | PSUV                       |            | Séptimo alcalde bajo elecciones directas                                                                               |

### Concejo municipal
Período 1989 - 1992
| Concejales:          | Partido político / Alianza |
| -------------------- | -------------------------- |
| Anibal Martínez      | AD                         |
| Efraín Colmenarez    | AD                         |
| Alirio León          | AD                         |
| Juan Tovar Linares   | AD                         |
| Carlos Barrios       | COPEI                      |
| Fulgencio Torres     | COPEI                      |
| José Antonio Linares | MAS                        |

Período 1992 - 1995
| Concejales:            | Partido político / Alianza |
| ---------------------- | -------------------------- |
| Elizaul Barrios        | COPEI                      |
| Mildred Pérez de Tovar | COPEI                      |
| Pablo Valera           | COPEI                      |
| Claudio Rodríguez      | AD                         |
| Otilio Montoya         | AD                         |
| Juan Tovar Linares     | AD                         |
| José Antonio Linares   | MAS                        |

Período 1995 - 2000
| Concejales:            | Partido político / Alianza |
| ---------------------- | -------------------------- |
| Felipe Peña            | COPEI                      |
| José Linares           | COPEI                      |
| Juan Sánchez           | COPEI                      |
| Alberto Carpio         | COPEI                      |
| Mildred Pérez de Tovar | COPEI                      |
| Claudio Rodríguez      | AD                         |
| Otilio Montoya         | AD                         |

Período 2013 - 2018:
| Concejales       | Partido político / Alianza |
| ---------------- | -------------------------- |
| Jose García      | PCV                        |
| Duglas Castañeda | PCV                        |
| Jose Arguelles   | PCV                        |
| Carlos Marquez   | PCV                        |
| Maria Castillo   | PCV                        |
| Ángel Torres     | PSUV                       |
| Carolina Vargas  | PSUV                       |

Período 2018 - 2021
| Concejales       | Partido político / Alianza |
| ---------------- | -------------------------- |
| Angel Torres     | PSUV                       |
| Cristobal Azuaje | PSUV                       |
| José García      | PSUV                       |
| Beatriz Pérez    | PSUV                       |
| José Arguelles   | PSUV                       |
| Dimas Torrealba  | PSUV                       |
| Maria Aguilar    | PSUV                       |

Período 2021 - 2025
| Concejales        | Partido político / Alianza |
| ----------------- | -------------------------- |
| Danny Ferrer      | MUD                        |
| Dariela Zamora    | MUD                        |
| Claudio Rodríguez | MUD                        |
| Neida Aranguren   | MUD                        |
| Derwing Torres    | MUD                        |
| Maria Aguilar     | PSUV                       |
| Juan Molina       | PSUV                       |